# Das Blumenmädchen
Das Blumenmädchen (Originaltitel: 꽃파는 처녀, Kkot panŭn ch'ŏnyŏ) ist der wohl international bekannteste nordkoreanische Spielfilm. Er erschien 1972 und entstand unter der Regie von Choe Ik-kyu und Pak Hak, die auch das Drehbuch verfassten. In der DDR lief der Film am 14. September 1973 in den Kinos an.

## Handlung
Die Handlung spielt zu der Zeit, als Korea eine Kolonie Japans war. Das 16-jährige Mädchen Koppun verkauft auf der Straße Blumen, um die Medikamente für ihre kranke Mutter bezahlen zu können. Sie erkennt für sich, dass die wahren Gründe der misslichen Lage des Individuums darin liegen, dass Korea in das Japanische Kaiserreich eingegliedert wurde. Daraufhin schließt sie sich der antijapanischen Partisanenbewegung unter Kim Il-sung an, um für die Unabhängigkeit zu kämpfen.

## Kritik
Das Lexikon des internationalen Films urteilte, „die epische Erzählweise mit stark melodramatischen Akzenten wird mit beachtenswerter Kameraführung und Farbgestaltung dargeboten.“

## Hintergründe
Der Film Das Blumenmädchen geht ein in den Kanon nordkoreanischer Propagandawerke, die alle Genres der nordkoreanischen Kultur dominieren.
Nach offiziellen nordkoreanischen Angaben fand die Verfilmung unter Anleitung des späteren nordkoreanischen Staatschefs Kim Jong-il statt, der als Filmfan galt.
Der Film wurde beim 18. Internationales Filmfestival Karlovy Vary 1972 mit dem Sonderpreis ausgezeichnet.
Die Darstellerin der Koppun debütierte in Das Blumenmädchen und wurde mit dem Titel Volkskünstlerin ausgezeichnet. Im Kostüm des Blumenmädchens wurde sie auf einer 1978 herausgegebenen nordkoreanischen Banknote abgebildet.